# Lantadilla
Lantadilla es un municipio y localidad española de la provincia de Palencia, en la comunidad autónoma de Castilla y León.

## Toponimia
El nombre del pueblo proviene de “Plantada”, topónimo romance equivalente a plantación, al tratarse de una zona llana que parece daba buenos frutos cerealísticos.

## Geografía
Se ubica en la margen derecha del río Pisuerga, que hace frontera entre Burgos y Palencia. Algunos de los municipios cercanos son Osornillo, Frómista, Osorno, Melgar de Yuso, Itero de la Vega, estos en la provincia de Palencia; en el límite con la provincia de Burgos, pueblos vecinos son, entre otros Palacios de Riopisuerga, Arenillas de Riopisuerga, Itero del Castillo y Melgar de Fernamental.

## Geografía humana

### Demografía
Cuenta con una población de 273 habitantes (INE 2024).
| Gráfica de evolución demográfica de Lantadilla entre 1842 y 2021                                                      |
| |
| Población de derecho según los censos de población del INE. Población de hecho según los censos de población del INE. |

## Cultura

### Patrimonio

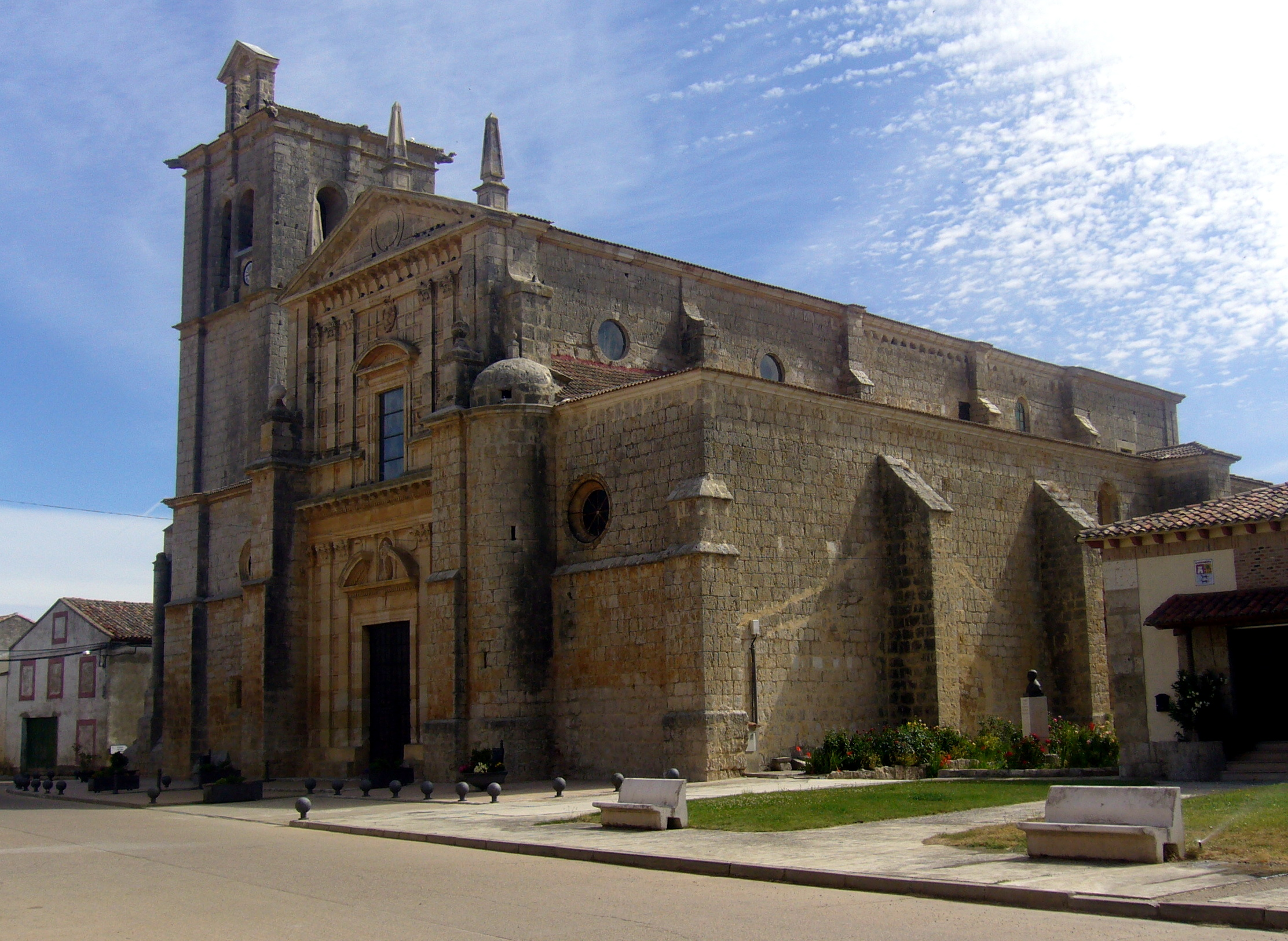
Iglesia de Nuestra Señora de la Asunción

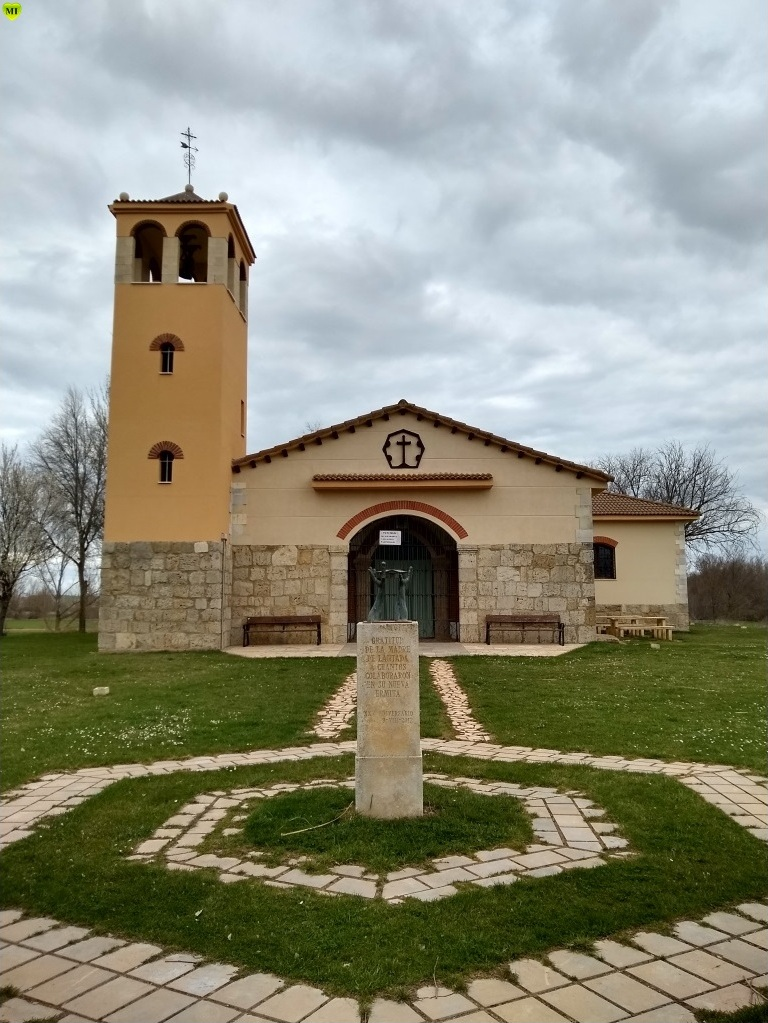
Ermita

- El principal monumento es la iglesia de la Asunción. Merecen ser nombradas las ermitas de San Roque y la de Ntra. Sra. de Lantada, esta última reconstruida totalmente en 1987, así como el puente de piedra sobre el río Pisuerga de finales del siglo XVI.
- La villa todavía conserva bastantes casas típicas de la arquitectura rural de la Tierra de Campos, en las que la planta baja puede ser de piedra o ladrillo macizo y la superior construida en adobe o ladrillo, con el típico entramado de madera que compartimenta los paños para hacer más sólida y resistente la construcción; otra característica de estas casas es que el piso superior se manifiesta en la fachada por un voladizo no muy ancho que va sustentado sobre enormes vigas que en su cabeza a la calle presenta una decoración a base de rebajes tallados en la propia madera, como los modillones románicos.

### Fiestas
Las fiestas patronales en honor a Nuestra señora de la Asunción y San Roque se celebran todos los años el 15 y 16 de agosto congregando a numerosos familiares del pueblo.